# Средишња линија
У типографији, средишња линија је линија која одређује где се мала слова која немају асцент завршавају у одређеном фонту.